# Edgewater Park (New Jersey)
Pour les articles homonymes, voir Edgewater Park.
Edgewater Park est un township situé dans le Comté de Burlington au New Jersey.
En 2020 sa population était de 8 930 habitants.